# Elżbieta Przemyślidka (opatka)
Elżbieta, czes. Alžběta Přemyslovna (ur. przed 1288 lub między majem a 4 października 1305 lub przed 5 października 1305, zm. przed czerwcem 1347) – nieślubna córka króla Czech Wacława II lub Wacława III i nieznanej z imienia matki.

## Życiorys
9 stycznia 1332 na prośbę króla Jana Luksemburskiego papież Jan XXII zezwolił, aby Elżbieta, córka nieżyjącego króla Wacława, wystąpiła z klasztoru cysterek w Pohledzie i wstąpiła do klasztoru benedyktynek św. Jerzego w Pradze. Udzielił jej także dyspensy od nieślubnego pochodzenia i zezwolił na objęcie wszelkich klasztornych urzędów, łącznie z funkcją opatki (czes. abatyše). W dokumencie są też zawarte informacje, że Elżbieta była chora (debilitas corporis), a urodziła się w momencie, gdy jej ojciec był jeszcze stanu wolnego. To sugeruje, że Elżbieta była raczej córką Wacława III (w chwili wydania dokumentu miałaby nie mniej niż 27 lat) niż Wacława II (wówczas musiałaby mieć co najmniej 45 lat).
W 1340 Elżbieta została opatką nowo założonego w Pustiměřy, przez biskupa ołomunieckiego Jana Volka, pierwszego klasztoru benedyktyńskiego na Morawach. W dokumencie fundacyjnym określono ją jako krewną (consaguiena) margrabiego morawskiego Karola, który był współfundatorem klasztoru, i rodzoną siostrę (germana) Jana Volka, co wskazywałoby, że była córką Wacława II. Mógł to być jednak tylko zabieg retoryczny mający na celu podkreślenie bliższego pokrewieństwa Elżbiety z Janem Volkiem niż z margrabią Karolem.
Elżbieta była opatką klasztoru w Pustiměřy aż do śmierci, a jej następczyni pojawiła się w czerwcu 1347 – zatem nieślubna córka czeskiego króla zmarła przed tą datą.